# Linje (trafik)
 For alternative betydninger, se Linje (flertydig). (Se også artikler, som begynder med Linje)
En linje betegner inden for trafik en fast rute mellem to eller flere punkter, der bekøres eller besejles efter en fast køreplan/sejlplan. Betjeningen kan ske med busser, sporvogne, tog eller både.
Linje forveksles undertiden med strækning. En jernbanestrækning kan f.eks. betjenes af to eller flere linjer med forskellige mål, hvis der da overhovedet opereres med begrebet linjer.

## Linjetyper teknisk
Den grundlæggende linje er den, der kører fast ad en given rute mellem to bestemte punkter kaldet endestationer. Undervejs kan eller skal der ofte standses ved et givent antal stoppesteder/stationer. Nogle linjer kan dog også stoppe andre steder, hvis passagererne ønsker det. Det drejer sig om rutebillinjer udenfor bymæssig bebyggelse, servicebuslinjer i visse sidegader og i sin tid hestesporvejs- og hesteomnibuslinjer. Efter behov kan der desuden være ekstra endestationer, således at en del ture vender undervejs eller betjener andre strækninger i hele eller dele af driftstiden.
Men efter behov kan der også skelnes mellem andre typer linjer:
- Forgreningslinjer er linjer, der i den ene eller begge ender forgrener sig til to eller flere endestationer. Det kan f.eks. arte sig således, at alle vogne fast kører fra A til B men derefter fortsætter til skiftevis C og D.
- Ringlinjer kører som navnet siger i ring. De har kun en endestation, som de efter at have gennemført en given rute vender tilbage. Alt efter behov kan en ringlinje trafikeres i den ene eller begge retninger, evt. med forskellige linjebetegnelser.
- Radiallinjer forekommer i byer og dækker over en rute udgående fra centrum til et givent sted i oplandet som en radial. Som variant findes dobbeltradiallinjer, der består af to sådanne sammenknyttede radialer.
- I provinsbyer benyttes ofte det, der på tysk kaldes Tennisschlägerlinjen (tennisketcherlinjer). Det vil sige, at der køres fra A til B som en radiallinje men herefter køres en ringstrækning endende ved B, hvorefter der returneres til A.
- Tværlinjer benyttes i storbyer og ligger på tværs af radiallinjerne. Benævnes under tiden ringlinjer (f.eks. Ringbanen i København), men det er forkert, da de netop ikke kører i ring.

## Linjetyper publikum
Efter behov skelnes der overfor publikum mellem en række forskellige typer linjer. I praksis er det dog de færreste steder der opererer med alle de nedenfor nævnte typer og en række steder bliver flere af typerne henregnet under "almindelige linjer".
- Almindelige linjer er linjer uden særlige forhold. Trafikomfang kan dog variere stærkt.
- Bybuslinjer er buslinjer, der hovedsageligt kører i byer.
- Lokallinjer er linjer, der kun betjener et lokalområde f.eks. en kommune.
- Skolebuslinjer er linjer, der kører til skolernes møde- og fritider. Primært rettet mod skoleelever men kan dog ofte også benyttes af andre.
- Servicebuslinjer er lokale linjer betjent af handicapbusser og gerne med en snørklet linjeføring, der skal tilgodese flest mulige af passagerernes behov.
- Telebuslinjer er ikke linjer i traditionel forstand. De hører under trafikselskaberne men kører kun indenfor givne områder og tidsrum afhængig af behovet hos passagererne, der skal ringe efter dem.
- Rutebillinjer og regionallinjer er linjer, der betjener en større eller mindre region.
- Fjernbuslinjer er buslinjer, der gennemkører flere regioner eller binder to eller flere lande sammen. F.eks. de jyske Xbuslinjer. Nogle lande, f.eks. Tyskland, opererer tilsvarende med fjernlinjer for tog.
- Pendullinjer er linjer, der kører hyppigt mellem to punkter enten efter køreplan eller så ofte, som trafikmidlerne kan komme til det.
- Ekspreslinjer er linjer, der kun stopper få steder for at komme hurtigere frem end de almindelige linjer. Et eksempel er de københavnske S-buslinjer.
- Stamlinjer (også kaldet A-buslinjer, metrolinjer og lignende) er linjer, der med forholdsvis hyppig drift og anden prioritering udgør grundstammen i et trafiknet.
- Suppleringslinjer er linjer, der supplerer stamlinjerne på nødvendige strækninger og tidspunkter. F.eks. blev Københavns S-banes stamlinjer indtil 2007 suppleret af sådanne +-linjer i hverdagsdagtimerne.
- Myldretidslinjer er linjer, der kun trafikeres i myldretiden. De supplerer de almindelige linjer og/eller betjener større arbejdspladser og uddannelsesinstitutioner.
- Natlinjer er linjer, der kun trafikeres om natten. Trafiktætheden er lavere end for daglinjerne, og en del trafikeres kun efter bestemte ugedage eller kun ved særlige lejligheder.
- Sæsonlinjer er linjer, der kun kører, når det er sæson for et eller andet, f.eks. en forlystelsespark eller ferie.
- Behovslinjer er linjer, der kun trafikeres ved et givet behov f.eks. sportskampe.

## Linjebetegnelser
Af hensyn til overskueligheden benævnes de enkelte linjer som oftest med numre, bogstaver eller navne. I nogle tilfælde benyttes yderligere tegn eller lignende til at skelne varianter, antyde sammenhørighed eller angive særlige forhold. Hvordan fordelingen af numre/bogstaver/navne/tegn sker varierer trafikselskaberne imellem og afhænger af både logik, geografi, ledige betegnelser, historie, traditioner og rene tilfældigheder.
Mest udbredt og ved større linjenet tvingende nødvendigt er linjebetegnelser i form af numre, f.eks. 1, 2, 26, 330 osv., i det der normalt ikke benyttes linjenumre med mere end tre cifre. Til gengæld forsyner en del selskaber desuden som nævnt visse linjenumre med ekstra tegn, typisk bogstaver, foran eller efter nummeret, f.eks. N, S eller X. Betydningen kan dog variere selskaberne imellem. F.eks. er S7 i Herning en servicebuslinje, hvor det i Berlin er en S-banelinje, mens 2A i Herning dækker over en variant af linje 2 i dagtimerne, hvor det i København er en stambuslinje.
Selve numrenes fordeling varierer tilsvarende. F.eks. var tocifrede numre i det tidligere HUR Trafiks område forbeholdt bybusser i det centrale København, mens det i det tidligere Vestsjællands Trafikselskabs område var forbeholdt regionale linjer. Til gengæld havde man begge steder valgt at de første numre i hver af hundrederne, f.eks. 801, 802, 803 osv., skulle forbeholdes bybusser i købstæder.
Bogstaver som linjebetegnelser benyttes også nogle steder, men de egner sig bedst til afgrænsede linjenet, da alfabetet som bekendt kun har et begrænset antal bogstaver at gøre godt med. Et eksempel på brug af linjebogstaver er det københavnske S-banenet med linjerne A, B, C, E, F, H og Bx. Ved sidstnævnte ses igen et ekstra tegn, her x for myldretidslinje. Også natsporvejs- og senere natbuslinjer i København benyttede indtil 1984 bogstaver, A-F.
En tredje variant som linjebetegnelse er navne. Dette er i dag nok bedst kendt fra London Underground, hvor de rejsende kan støde på betegnelser som Bakerloo Line, Northern Line og Piccadilly Line. Men også f.eks. de københavnske hestesporvejslinjer i slutningen af 1800-tallet havde navne så som Hovedlinjen, Valbylinjen og Sølvgadelinjen (disse blev siden til hhv. linje 1, 2 og 10).
Alle systemer støder dog på problemer, hvis man har flere selskaber med overlappende betegnelser i samme område, eller hvis selskaber bliver slået sammen. For har man to eller flere linjer med samme betegnelse, er risikoen for forveksling stor. I sådanne tilfælde er det nødvendigt med omnummereringer og evt. indførelse af nye systemer. Det skete f.eks. efter HUR Trafik, Vestsjællands Trafikselskab og Storstrøms Trafikselskab i 2007 blev sammenlagt til Movia, hvor mange linjer måtte omnummereres for at undgå overlap.